# Bulgarograsso
Bulgarograsso (lombardul: Bulgor) település Olaszországban, Lombardia régióban, Como megyében. Lakosainak száma 4003 fő (2023. január 1.). Bulgarograsso Appiano Gentile, Cassina Rizzardi, Guanzate, Lurate Caccivio és Villa Guardia községekkel határos.

## Népesség
A település népességének változása:
| Lakosok száma | 3997 | 4054 | 4003 |
|               | 2017 | 2018 | 2023 |